# Heuland
Heuland je francouzská obec v departementu Calvados v regionu Normandie. Žije zde 137 obyvatel.

## Geografie

### Sousední obce
| Růžice kompasu |                  | Saint-Vaast-en-Auge |           | Růžice kompasu |
| Růžice kompasu | Douville-en-Auge | Sever               | Branville | Růžice kompasu |
| Růžice kompasu | Douville-en-Auge | Heuland             | Branville | Růžice kompasu |
| Růžice kompasu | Douville-en-Auge | Jih                 | Branville | Růžice kompasu |
| Růžice kompasu | Angerville       | Cresseveuille       | Danestal  | Růžice kompasu |